# Monica Cox
Monica F. Cox (Fort Gaines) es una profesora estadounidense de educación en ingeniería de la Universidad Estatal de Ohio. Ganó el Premio Presidencial de Carrera Temprana para científicos e ingenieros (PECASE) en 2009.

## Primeros años
Cox nació en Fort Gaines, Georgia y creció en Shorteville, Alabama y Newville, Alabama. Cuando niña tomó una clase de ciencias informáticas en un colegio universitario. Obtuvo una beca completa para asistir a la Spelman College. Se graduó cum laude del Spelman College con una licenciatura en matemáticas. Fue parte del programa de la NAA de Mujeres en Ingeniería y Ciencias liderado por Etta Zuber Falconer. Durante sus estudios de pregrado, Cox trabajó en el Centro Marshall de vuelos espaciales. Cuando se graduó del Spelman College, fue patrocinada por la NASA para investigar en el equipo de operaciones de carga útil terrestre de la Estación Espacial Internacional. Obtuvo su magíster en la Universidad de Alabama y un doctorado de Peabody College en la Universidad Vanderbilt.

## Investigación y carrera
En 2011, Cox se convirtió en la primera mujer afroestadounidense en obtener un puesto titular en la Facultad de Ingeniería de la Universidad Purdue. Fue invitada a participar, junto a Michelle Obama en la Casa Blanca, en un panel sobre flexibilidad laboral. Fue directora del Instituto Internacional de Evaluación de la Educación en ingeniería en la Universidad Purdue. En 2009, ganó el Premio Presidencial de Carrera Temprana para científicos e ingenieros. Su investigación explora la participación de las mujeres de color en ingeniería y desarrolla herramientas de evaluación de la educación en ingeniería. En 2013, Implementó STEMinent LLC, una plataforma que permite evaluar persistente y sin sesgos el desempeño de los docentes. Mientras trabajaba en la Universidad Purdue, obtuvo varios premios, incluyendo el Premio a Docentes de Excelencia en el Liderazgo, Premio de la Asociación de Estudiantes Graduados Negros y un Premio a la Carrera de la Fundación Nacional de Ciencias.
En 2015, Cox fue nombrada como la directora del Departamento de Educación en Ingeniería en la Universidad Estatal de Ohio. Es la primera mujer afroestadounidense en ser profesora titular del Colegio de Ingeniería de la Universidad Estatal de Ohio. Es la investigadora principal de un fondo de $1,4 millones otorgado por la Fundación Nacional de Ciencias para su proyecto titulado Por qué persistimos: un estudio intersectorial para caracterizar y examinar las experiencias de las docentes aspirantes a titular en ingeniería. El proyecto utilizará las bases de datos existentes para el análisis institucional, desarrollará una encuesta nacional y realizará entrevistas a mujeres de color.  En 2018, publicó Excelencia: ¿Por qué ser promedio nunca es una opción?

## Premios y reconocimientos
Ganó el Premio Presidencial de Carrera Temprana para Científicos e Ingenieros en 2008. Su investigación explora la participación de mujeres de color en la ingeniería y desarrolla herramientas de evaluación para su uso en la educación en ingeniería. También fue reconocida por Mathematically Gifted & Black como homenajeada por el Mes de la Historia Negra.

## Demanda por discriminación
El 13 de mayo de 2019 se presentó una demanda judicial contra Cox por despido ilegal de uno de sus empleados, en la que se afirma que la demandante Mary Faure fue despedida ilegalmente en función de su raza y que Cox hizo varias declaraciones que podrían interpretarse como racistas y discriminatorias.